# Temporada da IndyCar Series de 2004
A Temporada da IRL IndyCar Series de 2004 foi dominada por duas equipes, a Andretti Green Racing e a Rahal Letterman Racing. Embora tenha havido uma grande paridade em 2003 entre as equipes da Honda e da Toyota, em 2004 a Honda começou a superar a Toyota, deixando suas equipes, a Penske Racing e a Chip Ganassi Racing, fazendo com que Scott Dixon não conquistasse nenhuma vitória e ficasse em décimo lugar no campeonato, sem conseguir defender o seu título de 2003.
O campeão da temporada Tony Kanaan estabeleceu um recorde ao completar as 3.305 possíveis voltas, sendo o primeiro piloto da história da IndyCar moderna a conseguir esse feito.
Esta temporada foi a última a apresentar um calendário de pistas totalmente ovais, que fazia parte do conceito que levou à criação da Indy Racing League. Em 2005, circuitos mistos e de rua começaram a ser introduzidos e, em 2015, havia mais corridas em circuitos mistos/de rua do que em circuitos ovais.

## Mudanças em 2004
- O deslocamento do motor para todos os carros da IndyCar Series foi reduzido de 3,5 L para 3,0 L a partir das 500 Milhas de Indianápolis de 2004, com o propósito de reduzir a velocidade e garantir corridas mais seguras e emocionantes. O deslocamento do motor de 3,5 L foi utilizado nas três primeiras corridas da temporada, mas um slot de 3 por 12 polegadas foi cortado na caixa de ar e na tampa do motor, atrás da cabeça do piloto. O slot diminuiu o fluxo de ar positivo para o motor, reduzindo a potência e reduzindo a velocidade geral.[1]

## Transmissão
No Brasil, depois de 2 anos fora, a Rede Bandeirantes resolveu retomar as transmissões da Indy mas o SporTV tinha um ano de contrato, a solução foi o SporTV transmitir todas as provas ao vivo e a Band em VT, com exceção da Indy 500, que a Band transmitiu ao vivo. Nos Estados Unidos a Rede ABC continuou transmitindo.

## Calendário
| Prova | Título Oficial do GP da IndyCar Series | Circuito                         | Local      | Data            |
| ----- | -------------------------------------- | -------------------------------- | ---------- | --------------- |
| 1     | Toyota Indy 300                        | Homestead-Miami Speedway         | Homestead  | 29 de fevereiro |
| 2     | Copper World Indy 200                  | Phoenix International Raceway    | Phoenix    | 21 de março     |
| 3     | Indy Japan 300                         | Twin Ring Motegi                 | Motegi     | 17 de abril     |
| 4     | 88th Indianapolis 500                  | Indianapolis Motor Speedway      | Speedway   | 30 de maio      |
| 5     | Bombardier Learjet 500                 | Texas Motor Speedway             | Fort Worth | 12 de junho     |
| 6     | SunTrust Indy Challenge                | Richmond International Raceway   | Richmond   | 28 de junho     |
| 7     | Argent Mortgage Indy 300               | Kansas Speedway                  | Kansas     | 4 de julho      |
| 8     | Firestone Indy 200                     | Nashville Superspeedway          | Lebanon    | 17 de julho     |
| 9     | Menards A.J. Foyt 225                  | The Milwaukee Mile               | West Allis | 25 de julho     |
| 10    | Firestone Indy 400                     | Michigan International Speedway  | Brooklyn   | 1 de agosto     |
| 11    | Belterra Casino Indy 300               | Kentucky Speedway                | Sparta     | 15 de agosto    |
| 12    | Honda Indy 225                         | Pikes Peak International Raceway | Fountain   | 22 de agosto    |
| 13    | Firestone Indy 225                     | Nazareth Speedway                | Nazareth   | 29 de agosto    |
| 14    | Delphi Indy 300                        | Chicagoland Speedway             | Joliet     | 12 de setembro  |
| 15    | Toyota Indy 400                        | California Speedway              | Fontana    | 3 de outubro    |
| 16    | Chevy 500                              | Texas Motor Speedway             | Fort Worth | 17 de outubro   |

## Pilotos e Equipes
| Equipe                          | Chassis | Motor     | Pneu | Nº | Pilotos             | Corridas |
| ------------------------------- | ------- | --------- | ---- | -- | ------------------- | -------- |
| Chip Ganassi Racing             | G-Force | Toyota    | F    | 1  | Scott Dixon         | 1-16     |
| Chip Ganassi Racing             | G-Force | Toyota    | F    | 10 | Darren Manning      | 1-15     |
| Chip Ganassi Racing             | G-Force | Toyota    | F    | 10 | Luis Díaz           | 4        |
| Team Penske                     | Dallara | Toyota    | F    | 3  | Hélio Castroneves   | 1-16     |
| Team Penske                     | Dallara | Toyota    | F    | 6  | Sam Hornish, Jr.    | 1-16     |
| Andretti-Green Racing           | Dallara | Honda     | F    | 7  | Bryan Herta         | 1-16     |
| Andretti-Green Racing           | Dallara | Honda     | F    | 11 | Tony Kanaan         | 1-16     |
| Andretti-Green Racing           | Dallara | Honda     | F    | 26 | Dan Wheldon         | 1-16     |
| Andretti-Green Racing           | Dallara | Honda     | F    | 27 | Dario Franchitti    | 1-16     |
| Panther Racing                  | Dallara | Chevrolet | F    | 2  | Mark Taylor (R)     | 1-6      |
| Panther Racing                  | Dallara | Chevrolet | F    | 2  | Townsend Bell       | 7-16     |
| Panther Racing                  | Dallara | Chevrolet | F    | 4  | Tomas Scheckter     | 1-16     |
| Kelley Racing                   | Dallara | Toyota    | F    | 8  | Scott Sharp         | 1-16     |
| Kelley Racing                   | Dallara | Toyota    | F    | 39 | Sarah Fisher        | 4        |
| Rahal Letterman Racing          | G-Force | Honda     | F    | 15 | Buddy Rice          | 1-16     |
| Rahal Letterman Racing          | G-Force | Honda     | F    | 16 | Roger Yasukawa      | 3-4      |
| Rahal Letterman Racing          | G-Force | Honda     | F    | 17 | Vitor Meira         | 3-16     |
| Mo Nunn Racing                  | Dallara | Toyota    | F    | 12 | Toranosuke Takagi   | 1-16     |
| Mo Nunn Racing                  | Dallara | Toyota    | F    | 21 | Jeff Simmons (R)    | 4        |
| Aguri-Fernández Racing          | G-Force | Honda     | F    | 5  | Adrián Fernández    | 2-16     |
| Aguri-Fernández Racing          | G-Force | Honda     | F    | 55 | Kosuke Matsuura (R) | 1-16     |
| Access Motorsports              | G-Force | Honda     | F    | 13 | Greg Ray            | 1-7      |
| Access Motorsports              | G-Force | Honda     | F    | 13 | Mark Taylor (R)     | 8-16     |
| A. J. Foyt Enterprises          | Dallara | Toyota    | F    | 14 | A. J. Foyt IV       | 1-16     |
| A. J. Foyt Enterprises          | Dallara | Toyota    | F    | 14 | Jaques Lazier       | 4        |
| A. J. Foyt Enterprises          | G-Force | Toyota    | F    | 41 | Larry Foyt (R)      | 4        |
| Cheever Racing                  | Dallara | Chevrolet | F    | 51 | Alex Barron         | 1-16     |
| Cheever Racing                  | Dallara | Chevrolet | F    | 52 | Ed Carpenter (R)    | 1-16     |
| PDM Racing                      | Dallara | Chevrolet | F    | 18 | Robby McGehee       | 4        |
| Patrick Racing                  | Dallara | Chevrolet | F    | 20 | Al Unser, Jr.       | 4-6      |
| Patrick Racing                  | Dallara | Chevrolet | F    | 20 | Jeff Simmons (R)    | 7        |
| Patrick Racing                  | Dallara | Chevrolet | F    | 20 | Jaques Lazier       | 8-14     |
| Patrick Racing                  | Dallara | Chevrolet | F    | 20 | Tomáš Enge (R)      | 15-16    |
| Dreyer & Reinbold Racing        | Dallara | Chevrolet | F    | 24 | Robby Buhl          | 1-3      |
| Dreyer & Reinbold Racing        | Dallara | Chevrolet | F    | 24 | Felipe Giaffone     | 4-16     |
| Roth Racing                     | Dallara | Toyota    | F    | 25 | Marty Roth (R)      | 4        |
| Sam Schmidt Motorsports         | G-Force | Toyota    | F    | 33 | Richie Hearn        | 4        |
| Newman/Haas Racing              | G-Force | Honda     | F    | 36 | Bruno Junqueira     | 4        |
| Robby Gordon Motorsports        | Dallara | Chevrolet | F    | 70 | Robby Gordon        | 4        |
| Robby Gordon Motorsports        | Dallara | Chevrolet | F    | 70 | Jaques Lazier       | 4        |
| Hemelgarn Racing                | Dallara | Chevrolet | F    | 91 | Buddy Lazier        | 4        |
| CURB/Agajanian/Beck Motorsports | Dallara | Chevrolet | F    | 98 | P. J. Jones         | 4        |

- (R) - Rookie
- Pilotos que disputaram todas as corridas
- Pilotos que disputaram parcialmente a temporada
- Corridas em que o piloto não se qualificou

## Resultados
| #  | Grande Prêmio | Pole Position     | Líder por mais voltas | Vencedor          | Equipe          | Descrição |
| -- | ------------- | ----------------- | --------------------- | ----------------- | --------------- | --------- |
| 1  | Miami         | Buddy Rice        | Hélio Castroneves     | Sam Hornish, Jr.  | Penske          | Descrição |
| 2  | Phoenix       | Dan Wheldon       | Tony Kanaan           | Tony Kanaan       | Andretti-Green  | Descrição |
| 3  | Motegi        | Dan Wheldon       | Dan Wheldon           | Dan Wheldon       | Andretti-Green  | Descrição |
| 4  | Indianapolis  | Buddy Rice        | Buddy Rice            | Buddy Rice        | Rahal Letterman | Descrição |
| 5  | Texas 1       | Dario Franchitti  | Tony Kanaan           | Tony Kanaan       | Andretti-Green  | Descrição |
| 6  | Richmond      | Hélio Castroneves | Dario Franchitti      | Dan Wheldon       | Andretti-Green  | Descrição |
| 7  | Kansas        | Buddy Rice        | Buddy Rice            | Buddy Rice        | Rahal Letterman | Descrição |
| 8  | Nashville     | Buddy Rice        | Vitor Meira           | Tony Kanaan       | Andretti-Green  | Descrição |
| 9  | Milwaukee     | Vitor Meira       | Dario Franchitti      | Dario Franchitti  | Andretti-Green  | Descrição |
| 10 | Michigan      | Tony Kanaan       | Tony Kanaan           | Buddy Rice        | Rahal Letterman | Descrição |
| 11 | Kentucky      | Buddy Rice        | Tony Kanaan           | Adrián Fernández  | Aguri-Fernández | Descrição |
| 12 | Colorado      | Tony Kanaan       | Dario Franchitti      | Dario Franchitti  | Andretti-Green  | Descrição |
| 13 | Nazareth      | Hélio Castroneves | Hélio Castroneves     | Dan Wheldon       | Andretti-Green  | Descrição |
| 14 | Chicago       | Hélio Castroneves | Adrián Fernández      | Adrián Fernández  | Aguri-Fernández | Descrição |
| 15 | Fontana       | Hélio Castroneves | Hélio Castroneves     | Adrián Fernández  | Aguri-Fernández | Descrição |
| 16 | Texas 2       | Hélio Castroneves | Hélio Castroneves     | Hélio Castroneves | Penske          | Descrição |

## Pontuação
| Pos | Piloto      | HOM | PHX | MOT | IND   | TX1 | RIC | KAN | NAS | MIL | MIC | KEN | COL | NAZ | CHI | FON | TX2  | Pts |
| --- | ----------- | --- | --- | --- | ----- | --- | --- | --- | --- | --- | --- | --- | --- | --- | --- | --- | ---- | --- |
| 1   | Kanaan      | 8   | 1   | 2   | 2     | 1   | 5   | 3   | 1   | 4   | 2   | 5   | 5   | 2   | 3   | 2   | 2    | 618 |
| 2   | Wheldon     | 3   | 3   | 1   | 3     | 13  | 1   | 9   | 13  | 18  | 3   | 3   | 3   | 1   | 4   | 3   | 3    | 533 |
| 3   | Rice        | 7   | 9   | 6   | 1     | 15  | 6   | 1   | 6   | 2   | 1   | 2   | 22  | 4   | 14  | 5   | 20   | 485 |
| 4   | Castroneves | 2   | 6   | 3   | 9     | 12  | 3   | 7   | 3   | 12  | 10  | 12  | 6   | 5   | 10  | 7   | 1[1] | 446 |
| 5   | Fernández   |     | 20  | 18  | 7     | 5   | 7   | 6   | 10  | 8   | 12  | 1   | 2   | 7   | 1   | 1   | 5    | 445 |
| 6   | Franchitti  | 17  | 17  | 7   | 14    | 2   | 12  | 4   | 20  | 1   | 22  | 6   | 1   | 3   | 20  | 6   | 15   | 409 |
| 7   | Hornish Jr. | 1   | 15  | 19  | 26    | 4   | 11  | 8   | 2   | 3   | 4   | 14  | 18  | 11  | 6   | 4   | 17   | 387 |
| 8   | Meira       |     |     | 17  | 6     | 6   | 2   | 2   | 12  | 5   | 5   | 7   | 7   | 10  | 5   | 21  | 4    | 376 |
| 9   | Herta       | 13  | 7   | 14  | 4     | 19  | 4   | 5   | 18  | 9   | 6   | 9   | 9   | 8   | 2   | 17  | 16   | 362 |
| 10  | Dixon       | 18  | 2   | 5   | 8     | 14  | 8   | 12  | 8   | NL  | 7   | 13  | 20  | 9   | 7   | 8   | 6    | 355 |
| 11  | Manning     | 6   | 5   | 4   | 25    | 8   | 20  | 11  | 4   | 19  | 13  | 10  | 4   | 6   | 15  | NL  |      | 323 |
| 12  | Barron      | 16  | 4   | 12  | 12    | 3   | 22  | 10  | 17  | 7   | 11  | 11  | 10  | 12  | 12  | 18  | 14   | 310 |
| 13  | Sharp       | 9   | 13  | 9   | 13    | 18  | 9   | 20  | 14  | 15  | 9   | 17  | 15  | 19  | 9   | 11  | 8    | 282 |
| 14  | Matsuura    | 11  | 11  | 8   | 11    | 16  | 14  | 18  | 9   | 10  | 17  | 4   | 13  | 21  | 21  | 13  | 19   | 280 |
| 15  | Takagi      | 4   | 8   | 10  | 19    | 10  | 19  | 21  | 11  | 20  | 20  | 20  | 19  | 17  | 13  | 14  | 12   | 263 |
| 16  | Carpenter   | 12  | 19  | 22  | 31    | 21  | 16  | 14  | 22  | 11  | 14  | 8   | 11  | 20  | 11  | 12  | 21   | 245 |
| 17  | Taylor      | 19  | 12  | 16  | 30    | 17  | 18  |     | 7   | 14  | 21  | 19  | 14  | 22  | 17  | 10  | 7    | 232 |
| 18  | Foyt IV     | 15  | 14  | 15  | 33    | 22  | 11  | 13  | 16  | 16  | 15  | 18  | 21  | 15  | 16  | 19  | 10   | 232 |
| 19  | Scheckter   | 5   | 16  | 13  | 18    | 20  | 17  | 15  | 19  | 21  | 19  | 22  | 17  | 13  | 19  | 15  | 18   | 230 |
| 20  | Giaffone    |     |     |     | 15    | 9   | 10  | 16  | 15  | 13  | 16  | 16  | 16  | 16  | 8   | 20  | 11   | 214 |
| 21  | Bell        |     |     |     |       |     |     | 17  | 5   | 6   | 8   | 21  | 12  | 18  | 22  | 9   | 9    | 193 |
| 22  | J. Lazier   |     |     |     | NQ    |     |     |     | 21  | 17  | 18  | 15  | 8   | 14  | 18  |     |      | 104 |
| 23  | Ray         | 14  | 10  | 20  | 27    | 7   | 15  | R   |     |     |     |     |     |     |     |     |      | 99  |
| 24  | Buhl        | 10  | 18  | 21  |       |     |     |     |     |     |     |     |     |     |     |     |      | 44  |
| 25  | Unser Jr.   |     |     |     | 17    | 11  | 21  |     |     |     |     |     |     |     |     |     |      | 44  |
| 26  | Yasukawa    |     |     | 11  | 10    |     |     |     |     |     |     |     |     |     |     |     |      | 39  |
| 27  | Enge        |     |     |     |       |     |     |     |     |     |     |     |     |     |     | 16  | 13   | 31  |
| 28  | Junqueira   |     |     |     | 5     |     |     |     |     |     |     |     |     |     |     |     |      | 30  |
| 29  | Simmons     |     |     |     | 16    |     |     | 19  |     |     |     |     |     |     |     |     |      | 26  |
| 30  | Hearn       |     |     |     | 20    |     |     |     |     |     |     |     |     |     |     |     |      | 12  |
| 31  | Fisher      |     |     |     | 21    |     |     |     |     |     |     |     |     |     |     |     |      | 12  |
| 32  | McGehee     |     |     |     | 22    |     |     |     |     |     |     |     |     |     |     |     |      | 12  |
| 33  | B. Lazier   |     |     |     | 23    |     |     |     |     |     |     |     |     |     |     |     |      | 12  |
| 34  | Roth        |     |     |     | 24    |     |     |     |     |     |     |     |     |     |     |     |      | 12  |
| 35  | Jones       |     |     |     | 28    |     |     |     |     |     |     |     |     |     |     |     |      | 10  |
| 36  | Gordon      |     |     |     | 29[2] |     |     |     |     |     |     |     |     |     |     |     |      | 10  |
| 37  | L. Foyt     |     |     |     | 32    |     |     |     |     |     |     |     |     |     |     |     |      | 10  |
| —   | Díaz        |     |     |     | NQ    |     |     |     |     |     |     |     |     |     |     |     |      | 0   |
| Pos | Piloto      | HOM | PHX | MOT | IND   | TX1 | RIC | KAN | NAS | MIL | MIC | KEN | COL | NAZ | CHI | FON | TX2  | Pts |

| Cor           | Resultado             |
| ------------- | --------------------- |
| Ouro          | Vencedor              |
| Prata         | 2º lugar              |
| Bronze        | 3º lugar              |
| Verde         | 4º ao 5º lugar        |
| Azul          | 6º ao 10º lugar       |
| Roxo          | 11º lugar em diante   |
| Púrpura       | Não terminou          |
| Vermelho      | Não classificado (NQ) |
| Preto         | Desclassificado (DSQ) |
| Branco        | Não começou (NL)      |
| Marrom        | Substituído (S)       |
| Azul claro    | Apenas treino (AT)    |
| Sem cor       | Não participou        |
| Sem cor       | Lesionado (LES)       |
| Sem cor       | Excluído (EX)         |
|               |                       |
| Negrito       | Pole-position         |
| Itálico       | Líder por mais voltas |
| Rookie do ano |                       |
| Rookie        |                       |

Notas
- 1 ^ Hélio Castroneves teve 15 pontos retirados por ter largado antes do permitido após última bandeira amarela.
- 2 ^ Após bandeira vermelha por causa da chuva no Indianapolis Motor Speedway, Jaques Lazier substituiu Robby Gordon, mas os pontos foram atribuídos a Robby Gordon.